# Sven Sprangler
Sven Sprangler (Bruck an der Mur, 27 marzo 1995) è un calciatore austriaco, centrocampista del St. Johnstone.

## Caratteristiche tecniche
È un centrocampista centrale.

## Carriera
Cresciuto nel settore giovanile del Mattersburg, ha esordito in prima squadra il 26 luglio 2013 disputando l'incontro di Erste Liga perso 1-0 contro il St. Pölten.